# Sabirni logor Velika Pisanica
Sabirni logor Velika Pisanica  (njemački: Arbeitslager Groß-Pisanitz) je bio logor osnovan od strane komunističkog režima u Jugoslaviji za Nijemce i Austrijanace u razdoblju nakon Drugog svjetskog rata. 

## Ime
U službenim logorskim dokumentima, logor Velika Pisanica je označena kao Sabirni logor Velika Pisanica U historiografiji i publicistici, logor
Velika Pisanica nazivan je raznim imenima. U hrvatskoj historiografiji
i publicistici označen je kao Logor Velika PisanicaSabirni logor Velika Pisanica Radni logor Velika Pisanicai Kažnjenički logor Velika Pisanica.
U njemačkoj/podunavskošvapskoj historiografiji i publicistici nazivan je
Prolazni/Privremeni logor Velika Pisanica(Zwischenlager Velika Pisanica/Groß-Pisanitz / Temporary Camp Velika Pisanica)

## Povijest
Nakon izgona u Austriju 3.000 Folksdojčera iz Radnog logora Josipovac početkom srpnja 1945., vlakom je, stočnim vagonima, 22. srpnja 1945. iz Radnog logora Valpova upućeno još 1.800 osoba. Međutim, kako su britanske okupacijske vlasti u Austriji odbile prihvatiti ih, transport se morao vratiti s austrijske granice, a nakon nekoliko dana besciljnog kretanja, završio je u Velikoj Pisanici kod Bjelovara. Isto se tijekom srpnja dogodilo i s još dva transporta Folksdojčera, koji su bili upućeni prema austrijskoj granici. U Velikoj Pisanici najprije je osnovan logor za ratne zarobljenike (njemački i hrvatski vojnici) i političke zatvorenike (intelektualci, svećenici).
Dopremljeni Folksdojčeri smješteni su u Velikoj Pisanici na otvorenome, jer je nekoliko postojećih baraka već bilo popunjeno. U Veliku Pisanicu najprije je dopremljeno oko 3.000 Folksdojčera. Prema svim vrlo pouzdanim navodima i procjenama, broj vraćenih u tim transportima iznosio je oko 5.000
do 6.000 osoba, pretežno staraca, žena i djece. Smješteni su na bivšem sajmištu, izloženi kiši i lošem vremenu. Zbog loše prehrane, iscrpljenosti, pojave zaraznih bolesti i napornog rada, ubrzo počinju umirati starci i djeca. Broj žrtava Sabirnog logora Velika Pisanica nije utvrđen. Do sada je poimenično utvrđeno 15 žrtava. Procjenjuje se, da je broj žrtava oko 100. Po logoraše
dolaze seljaci iz okolnih sela i koriste ih kao radnu snagu za razne poljoprivredne poslove, odnosno iznajmljuju ih za rad i to plaćaju logorskoj upravi. Mnogi seljaci, prema iskazima/sjećanjima logoraša, iskazali su razumijevanje i pomogli im u hrani i odjeći. Nakon kraćeg zadržavanja Folksdojčera u Velikoj Pisanici, od početka, a zaključno s 10. kolovoza 1945., krenuli su transporti prema logorima za Folksdojčere prema istoku Hrvatske (Krndija,
Valpovo). To je značilo i nastavak stradanja slavonskih, srijemskih, baranjskih i bosansko-posavskih Nijemaca koji su bili u tim transportima.